# Epitausa subinsulsa
Epitausa subinsulsa là một loài bướm đêm trong họ Erebidae.